# Équipe de Belgique féminine de football
Cet article traite de l'équipe féminine. Pour l'équipe masculine, voir Équipe de Belgique de football masculine.
Maillots
L 'équipe de Belgique féminine de football, aussi appelée les Red Flames (par analogie avec l'équipe masculine les Diables rouges) bien qu'elle joue en jaune à l'extérieur (et en noir et rouge à domicile), représente la Belgique sur la scène internationale de football féminin. Elle est placée sous l'égide de la Royal Belgian Football Association (RBFA). L'équipe de Belgique s'est qualifiée pour la première fois de son histoire à une compétition majeure lors de l'Euro 2017.
En 2022, elle remporte la Pinatar Cup à San Pedro del Pinatar (Espagne).
L'entraîneuse actuelle est Elísabet Gunnarsdóttir assistée de Kris Van Der Haegen (entraîneur adjoint) et de Jan Van Steenberghe (entraîneur des gardiens).

## Histoire

### Les débuts (1976-1984)
La Belgique joue son premier match contre la France le 30 mai 1976 au Stade Auguste Delaune à Reims en France. Le match se termine par une victoire 2-1. Un an après ces débuts, l'équipe belge joue contre la Suisse (2-2) et la France (1-1). L'année suivante, la Belgique joue à nouveau contre la Suisse et la France, ce sont deux victoires 1-0 et 2-0. Une autre victoire suit contre la Yougoslavie avec 1-0. La première défaite de l'équipe est contre l'Angleterre 3-0, suivie d'une autre 2-0 contre la France ainsi d'un match nul 2-2 contre les Pays-Bas. Les années suivantes, la Belgique joue principalement contre les mêmes équipes.

### Les premiers tournois (1984-1989).
La Belgique participe, pour la première fois, aux qualifications pour le Championnat d'Europe de 1984. Les Belges sont versées dans le groupe 4 avec les Pays-Bas, le Danemark et l'Allemagne de l'Ouest. La campagne débute par une victoire 3-2 sur les Pays-Bas, mais continue avec une défaite 1-0 contre le Danemark et un match nul 1-1 contre l'Allemagne de l'Ouest. L'équipe belge finit dernière de son groupe après une défaite 5-0 contre les Pays-Bas et termine par deux matchs nuls : 2-2 contre le Danemark et 1-1 contre l'Allemagne de l'Ouest.
La deuxième tentative de qualification est pour le Championnat d'Europe de 1987. Les Belges sont dans le groupe 3 avec la France, les Pays-Bas à nouveau et la Suède. Leurs matchs contre la France sont une victoire 3-1 et une défaite 3-1. Leurs matches contre leurs deux autres adversaires sont quatre défaites : 3-1 et 3-0 contre les Pays-Bas, et 5-0 et 2-1 contre la Suède.
La Belgique est proche de la qualification pour le Championnat d'Europe de 1989. Les Belges sont dans le Groupe 4 avec quatre autres équipes: la Tchécoslovaquie, la France, l'Espagne et la Bulgarie. Sur huit matchs, elles l'emportent deux fois, font match nul quatre fois et perdent deux fois, avec 7 buts et 4 contre. Cela leur vaut la troisième place du groupe, ce qui n'est pas suffisant pour la qualification.

### La stagnation (1990-2011)
L'équipe belge subit une série de mauvais résultats de 1990 à 2011. Les Belges n'ont même pas gagné la moitié de leurs matches dans les campagnes de qualification pendant cette période, sauf une. Cette exception notable a été les éliminatoires de la Coupe du monde de 2003, où elles ont remporté cinq matchs et ont subi une seule défaite. La Belgique termine à égalité avec l'Écosse, mais avec une moins bonne différence de buts. C'est pourtant la meilleure performance de la Belgique lors des éliminatoires de la Coupe du monde (jusqu'en 2015) et a été suivie du pire: elles ont perdu les huit matchs lors des éliminatoires de Coupe du monde de 2007.  Lors des qualifications du Championnat d'Europe, leurs meilleures performances au cours de cette période sont lors de l'édition de 1995 et de l'édition 2009.

### L'amélioration (2011-présent)

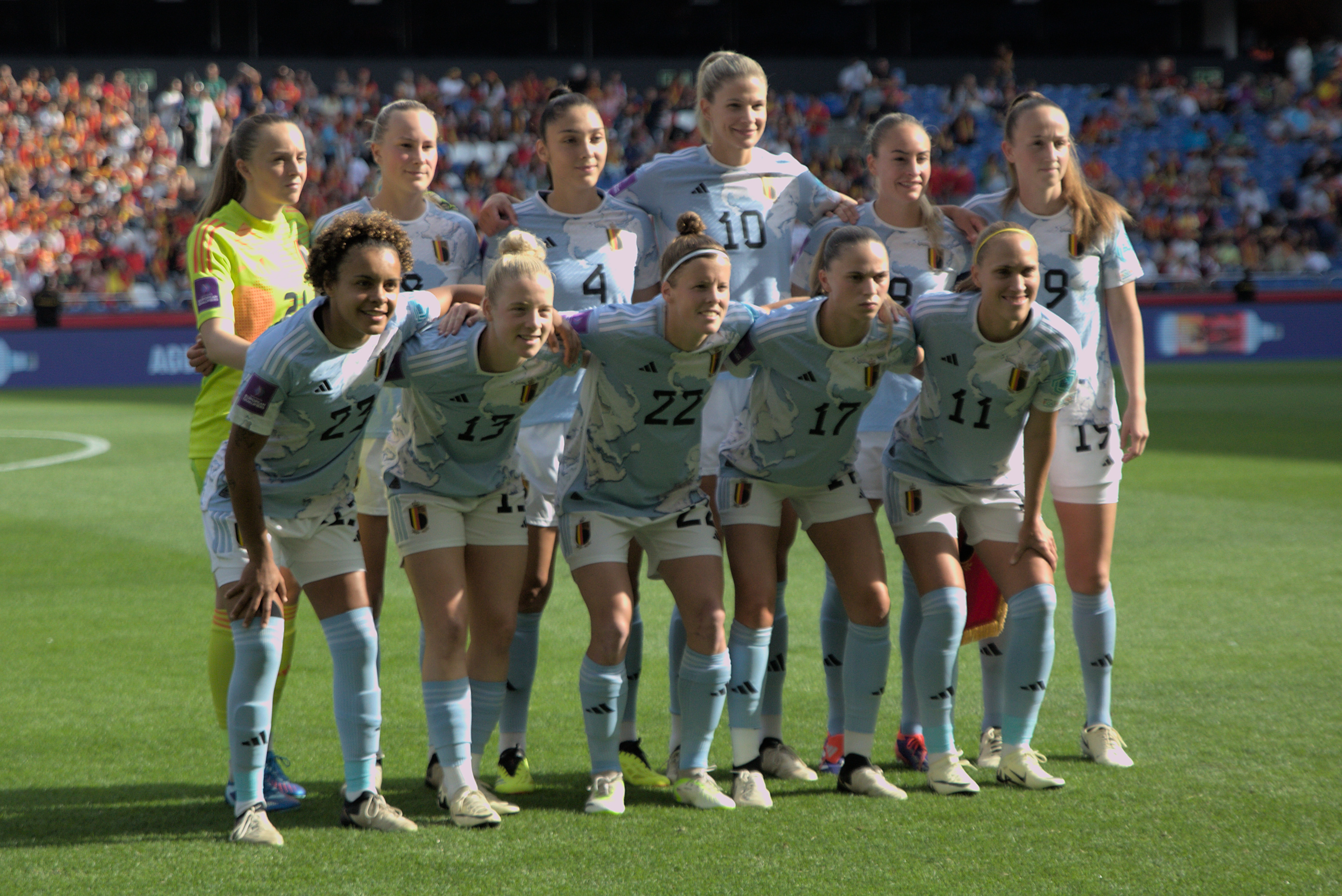
2024.

Une ère de victoires débute lorsque Ives Serneels remplace Ann Noë comme entraîneur en 2011. Serneels améliore le rendement de l'équipe lors des campagnes de qualification pour le Championnat d'Europe 2013 et la Coupe du monde 2015 , les deux fois, les Belges finissent troisièmes de leur groupe (juste au-delà de la qualification). Entre les deux campagnes, l'équipe de football féminin belge adopte le surnom de "Red Flames". À la suite des améliorations, la Fédération investit plus en 2015, ciblant les qualifications de 2017. Après un début réussi dans leur groupe de qualification, l'équipe a été invitée à jouer l'Algarve Cup au Portugal, l'une des manifestations internationales les plus prestigieuses du football féminin. L'équipe finit deuxième, derrière l'Angleterre, dans son groupe de qualification pour l'Euro 2017, ce qui est suffisant pour se qualifier pour la première fois pour une compétition continentale ou mondiale.
Placées dans le groupe A, celui des Pays-Bas, la nation hôte de l'épreuve, les Belges sont a priori l'équipe la plus faible du groupe. Pourtant, malgré une élimination au 1er tour, la Belgique aura étonné pour son baptême de feu dans une compétition majeure en posant de sérieux problèmes au Danemark et aux Pays-Bas, deux adversaires qui s'affronteront en finale pour le titre, concédant de très courtes défaites et en démontrant de belles qualités dans le jeu (respectivement 0-1 et 1-2). Les Red Flames se sont même offert le luxe de battre la Norvège (2-0), finaliste de la précédente édition continentale, lors de la 2e journée des phases de poules grâce à des réalisations de Elke Van Gorp et Janice Cayman, laissant la dernière place du groupe à leurs victimes d'un soir.
Les Red Flames ne parviennent pas à intégrer la phase finale de la coupe du monde 2019. En décembre 2020, la Belgique se qualifie pour l'Euro 2022 en terminant à la première place de son groupe, devant la Suisse, qui l'avait privée de la coupe du monde 2019 lors des matchs de barrages.
En 2022, la Belgique remporte la Pinatar Cup, tournoi amical organisé en Espagne, en battant la Russie aux tirs au but,. 
L'Euro 2022 est ensuite une réussite sur le plan comptable pour la Belgique qui parvient à s'extirper du premier tour et à atteindre le stade des quarts de finale pour la première fois de son histoire, à l'occasion de sa 2e participation à la phase finale continentale. Les Red Flames ont en effet terminé 2e du groupe D derrière la France, favorite du groupe contre laquelle elles concèdent une courte défaite (1-2), mais devant l'Islande et l'Italie après un match nul sur le score de 1-1 contre cette première et une victoire 1-0 contre cette deuxième (quart de finaliste sortante du Mondial 2019), lors du dernier match. Le tout est conjugué à l'absence de victoire des Islandaises contre les Françaises, quant à elles déjà assurées de terminer à la première place du groupe, dans l'autre rencontre (1-1). Cette qualification historique est rendue possible par les performances de la gardienne belge Nicky Evrard, qui s'est illustrée en repoussant deux penalties lors des deux premiers matchs (contre l'Islande et la France). La Belgique est ainsi opposée en quart de finale à la Suède, première du groupe C et médaillée d'argent lors du tournoi olympique de Tokyo. Les Belges s'inclinent sur le score de 0-1 en fin de rencontre et voient leur parcours s'arrêter à ce stade de la compétition.
En octobre 2022, la Belgique échoue contre le Portugal en match de barrage comptant pour la qualification de la coupe du monde 2023. Battue sur le score de 2-1, la Belgique voit une nouvelle fois une première participation au tournoi lui échapper. Les Belges réussissent toutefois à se qualifier pour leur troisième Euro d'affilée, en obtenant leur ticket à l'issue d'un barrage contre l'Ukraine pour l'édition 2025.

## Compétitions officielles

### Championnat d'Europe
|      | Édition       | Performance | Édition       | Performance | Édition                        | Performance |
| ---- | ------------- | ----------- | ------------- | ----------- | ------------------------------ | ----------- |
| 1984 | Non qualifiée | 1995        | Non qualifiée | 2013        | Non qualifiée                  |             |
| 1987 | Non qualifiée | 1997        | Non qualifiée | 2017        | Phase de groupes - 3e groupe A |             |
| 1989 | Non qualifiée | 2001        | Non qualifiée | 2022        | Quarts de finale               |             |
| 1991 | Non qualifiée | 2005        | Non qualifiée | 2025        | Phase de groupes - 3e groupe B |             |
| 1993 | Non qualifiée | 2009        | Non qualifiée |             |                                |             |

### Coupe du monde
| Édition | Performance                  |      | Édition                      | Performance |                                                                                     | Édition | Performance |  | Édition | Performance |
| 1991    | Qualifications - 4e groupe 3 | 2003 | Qualifications - 2e groupe 5 | 2015        | Qualifications - 3e groupe 5                                                        | 2027    | À venir     |  |         |             |
| 1995    | Qualifications - 3e groupe 7 | 2007 | Qualifications - 5e groupe 3 | 2019        | Qualifications - 2e groupe 6, battue en barrage, non qualifiée pour la phase finale |         |             |  |         |             |
| 1999    | Qualifications - 4e groupe 4 | 2011 | Qualifications - 3e groupe 8 | 2023        | Qualifications - 2e groupe F, battue en barrage, non qualifiée pour la phase finale |         |             |  |         |             |

### Jeux olympiques
| 1996 | Non qualifiée | 2012 | Non qualifiée | 2028 | - |
| 2000 | Non qualifiée | 2016 | Non qualifiée | 2032 | - |
| 2004 | Non qualifiée | 2020 | Non qualifiée |      |   |
| 2008 | Non qualifiée | 2024 | Non qualifiée |      |   |

## Tournois

### Cyprus Cup
- 2015 : 12e
- 2017 : 7e
- 2018 : 5e
- 2019 :

### Algarve Cup
- 2016 : 5e

### Pinatar Cup
- 2022 :  vainqueur

### Arnold Clark Cup
- 2023 :

## Compétitions non officielles

### Mundialito
- 1984 : 4e

## Évolution du classement FIFA
| 2003 | 2004 | 2005 | 2006 | 2007 | 2008 | 2009 | 2010 | 2011 | 2012 | 2013 | 2014 | 2015 | 2016 | 2017 | 2018 | 2019 | 2020 | 2021 | 2022 | 2023 | 2024 |
| ---- | ---- | ---- | ---- | ---- | ---- | ---- | ---- | ---- | ---- | ---- | ---- | ---- | ---- | ---- | ---- | ---- | ---- | ---- | ---- | ---- | ---- |
| 27   | 27   | 31   | 33   | 34   | 32   | 29   | 35   | 32   | 27   | 27   | 26   | 28   | 25   | 22   | 21   | 17¹  | 17¹  | 20   | 20   | 18   | 19   |

¹ La 17e place est le meilleur classement que la Belgique ait jamais eu.

## Sélectionneurs
- Albert Bers
- 1973-1999: Johan Bol
- 1999-2011: Ann Noë
- 2011-2025: Ives Serneels
- 2025- : Elísabet Gunnarsdóttir

## Joueuses emblématiques
- Julie Biesmans
- Marijke Callebaut
- Janice Cayman
- Maud Coutereels
- Cécile De Gernier
- Dorine Delombaerde
- Nadia Dermul
- Sonja De Schepper
- Marie Detruyer
- Femke Maes
- Sophie Mannaert
- Carine Maus
- Ann Noë
- Danny Ottoy
- Davina Philtjens
- Ingrid Vanherle
- Marina Verdonck
- Tessa Wullaert
- Aline Zeler

## Le staff
| Nom                    | Fonction                    |
| ---------------------- | --------------------------- |
| Staff technique        |                             |
| Elísabet Gunnarsdóttir | Entraîneur principal        |
| Kris Van Der Haegen    | Adjoint                     |
| Jan Van Steenberghe    | Entraîneur des gardiens     |
| Niels Leroy            | Analystes de la performance |
| Hanne Nielandt         | Analystes de la performance |
| Arne Jaspers           | Analystes de la performance |
| Katrien Jans           | Manager du football féminin |
| Steffi Van Ranst       | Préparateur mental          |
| Staff médical          |                             |
| Karolien Lemmens       | Médecins d'équipe           |
| Kris Vanderlinden      | Médecins d'équipe           |
| Fabienne Van De Steene | Physiothérapeutes           |
| Jan Van der Jeugt      | Physiothérapeutes           |
| Gino Devriendt         | Nutritionniste              |